# NCAPG
Субъединица 3 комплекса конденсина (англ. Condensin complex subunit 3), также известный как субъединица конденсина CAP-G (CAP-G) — белок, который у человека кодируется геном NCAPG. CAP-G — это субъединица конденсина II, большого белкового комплекса, который участвует в конденсации хромосом.

## Взаимодействия
Было показано, что NCAPG взаимодействует с DNMT3B.